# 北川村 (岡山県)
北川村（きたがわそん）はかつて岡山県小田郡にあった村。現在の笠岡市北部の北川小学校区。

## 概要
米作りが盛んな農村地区である。薬師様の名で知られ、縁日には参拝者で栄えていたが、今では保存会がある程度。

### 地理

#### 川
- 小田川

#### 地名
- 大字甲弩
- 大字走出

### 交通
鉄道や国道はない。かつては井笠鉄道が通っていたが、今は廃線。

### 教育
- 笠岡市立北川小学校
- 笠岡市矢掛町中学校組合立小北中学校

## 沿革
- 1889年（明治22年）6月1日 - 町村制により甲弩村、走出村が合併して北川村が発足。
- 1960年（昭和35年）4月1日 - 笠岡市に編入される。